# 无斑滇百合
无斑滇百合（学名：Lilium bakerianum var. yunnanense）为百合科百合属滇百合的变种。分布于中国大陆的云南、四川等地，生长于海拔2,000米至2,800米的地区，多生于松林下以及草地上，目前尚未由人工引种栽培。